# FA Cup 1995-1996
La FA Cup 1995-1996 è stata la 115ª edizione della competizione calcistica più antica del mondo. Si è conclusa l'11 maggio 1996 con la finale unica allo Wembley Stadium tra il Manchester United e il Liverpool, vinta dai Red Devils di Alex Ferguson con il risultato di 1-0.

## Primo turno

### Tabella riassuntiva
| Squadra 1              | Risultato | Squadra 2              |
| ---------------------- | --------- | ---------------------- |
| Burnley FC             | 1 – 3     | Walsall FC             |
| Barnet FC              | 2 – 2     | Woking FC              |
| Barrow AFC             | 2 – 1     | Nuneaton Borough AFC   |
| Blackpool FC           | 2 – 1     | Chester City           |
| Bognor Regis Town FC   | 1 – 1     | Ashford Town           |
| AFC Bournemouth        | 0 – 0     | Bristol City           |
| Bradford City          | 4 – 3     | Burton Albion          |
| Brentford FC           | 1 – 1     | Farnborough Town       |
| Bury FC                | 0 – 2     | Blyth Spartans         |
| Carlisle United        | 1 – 2     | Preston North End      |
| Cinderford Town        | 2 – 1     | Bromsgrove Rovers      |
| Gravesend & Northfleet | 2 – 0     | Colchester United      |
| Exeter City            | 0 – 1     | Petersborough United   |
| Fulham FC              | 7 – 0     | Swansea City           |
| Hartlepool United      | 2 – 4     | Darlington FC          |
| Hereford United        | 2 – 1     | Stevenage Borough FC   |
| Hitchin Town           | 2 – 1     | Bristol Rovers         |
| Hull City              | 0 – 0     | Wrexham AFC            |
| Kidderminster Harriers | 2 – 2     | Sutton United          |
| Kingstonian FC         | 5 – 1     | Wisbech Town           |
| Mansfield Town         | 4 – 2     | Doncaster Rovers       |
| Newport IOW            | 1 – 1     | Enfield FC             |
| Northampton Town       | 1 – 0     | Hayes FC               |
| Northwich Victoria     | 1 – 3     | Scunthorpe United      |
| Oxford United          | 9 – 1     | Dorchester Town        |
| Rochdale AFC           | 5 – 3     | Rotheram United        |
| Runcorn                | 1 – 1     | Wigan Athletic         |
| Rushden & Diamonds     | 1 – 3     | Cardiff City FC        |
| Scarborough FC         | 0 – 2     | Chesterfield FC        |
| Shrewsbury Town        | 11 – 2    | Marine AFC             |
| Slough Town            | 0 – 2     | Plymouth Argyle        |
| Evenwood Town          | 0 – 1     | Colwyn Bay FC          |
| Stockport Country      | 5 – 0     | Lincoln City           |
| Swindon Town           | 4 – 1     | Cambridge United       |
| Telford United         | 2 – 1     | Witton Albion          |
| Torquay United         | 1 – 0     | Leyton Orient          |
| Canvey Island          | 2 – 2     | Brighton & Hove Albion |
| York City              | 0 – 1     | Notts County           |
| Wycombe Wanderers      | 1 – 1     | Gillingham FC          |
| Altrincham FC          | 0 – 2     | Crewe Alexandria       |

#### Replay
| Squadra 1              | Risultato | Squadra 2              |
| ---------------------- | --------- | ---------------------- |
| Wrexham AFC            | 3 – 1 dcr | Hull City              |
| Woking FC              | 2 – 1 dts | Barnet FC              |
| Wigan Athletic         | 4 – 2     | Runcorn                |
| Sutton United          | 3 – 2 dcr | Kidderminster Harriers |
| Gillingham FC          | 1 – 0     | Wycombe Wanderers      |
| Enfield FC             | 2 – 1     | Newport IOW            |
| Bristol City           | 0 – 1     | AFC Bournemouth        |
| Brighton & Hove Albion | 4 – 1     | Canvey Island          |
| Ashford Town           | 0 – 1     | Bognor Regis Town FC   |
| Farnborough Town       | 0 – 4     | Brentford FC           |

## Secondo turno

### Tabella riassuntiva
| Squadra 1           | Risultato | Squadra 2              |
| ------------------- | --------- | ---------------------- |
| Barrow AFC          | 0 – 4     | Wigan Athletic         |
| Blackpool FC        | 2 – 0     | Colwyn Bay FC          |
| AFC Bournemouth     | 0 – 1     | Brentford FC           |
| Bradford City       | 2 – 1     | Preston North End      |
| Cinderford Town     | 1 – 1     | Gravesend & Northfleet |
| Crewe Alexandra     | 2 – 0     | Mansfield Town         |
| Enfield FC          | 1 – 1     | Woking FC              |
| Fulham FC           | 0 – 0     | Brighton & Hove Albion |
| Gillingham FC       | 3 – 0     | Hitchin Town           |
| Hereford United     | 2 – 0     | Sutton United          |
| Oxford United       | 2 – 0     | Northampton Town       |
| Peterborough United | 4 – 0     | Bognor Regis Town FC   |
| Rochdale AFC        | 2 – 2     | Darlington FC          |
| Scunthorpe United   | 1 – 1     | Shrewsbury Town        |
| Stockport County    | 2 – 0     | Blyth Spartans         |
| Swindon Town        | 2 – 0     | Cardiff City           |
| Telford United      | 0 – 2     | Notts County           |
| Torquay United      | 1 – 1     | Walsall FC             |
| Wrexham AFC         | 3 – 2     | Chesterfield FC        |
| Kingstonian FC      | 1 – 2     | Plymouth Argyle        |

#### Replay
| Squadra 1              | Risultato | Squadra 2         |
| ---------------------- | --------- | ----------------- |
| Woking FC              | 2 – 1     | Enfield FC        |
| Walsall FC             | 8 – 4 dts | Torquay United    |
| Shrewsbury Town        | 2 – 1     | Scunthorpe United |
| Darlington FC          | 0 – 1     | Rochdale AFC      |
| Gravesend & Northfleet | 3 – 0     | Cinderford Town   |
| Brighton & Hove Albion | 1 – 4 dcr | Fulham FC         |

## Terzo turno

### Tabella riassuntiva
| Squadra 1              | Risultato | Squadra 2               |
| ---------------------- | --------- | ----------------------- |
| Arsenal FC             | 1 – 1     | Sheffield United        |
| Barnsley FC            | 0 – 0     | Oldham Athletic         |
| Birmingham City        | 1 – 1     | Wolverhampton Wanderers |
| Bradford City          | 0 – 3     | Bolton Wnaderers        |
| Cristap Palace         | 0 – 0     | Port Vale FC            |
| Charlton Athletic      | 2 – 0     | Sheffield Wednesday     |
| Crewe Alexandra        | 4 – 3     | West Bromwich Albion    |
| Fulham FC              | 1 – 1     | Shrewsbury Town         |
| Gravesend & Northfleet | 0 – 3     | Aston Villa             |
| Grimsby Town           | 7 – 1     | Luton Town              |
| Hereford United        | 1 – 1     | Tottenham Hotspur       |
| Huddersfield Town      | 2 – 1     | Blackpool FC            |
| Ipswich Town           | 0 – 0     | Blackburn Rovers        |
| Leicester City         | 0 – 0     | Manchester City         |
| Liverpool FC           | 7 – 0     | Rochdale AFC            |
| Manchester United      | 2 – 2     | Sunderland AFC          |
| Milwall FC             | 3 – 3     | Oxford United           |
| Norwich City           | 1 – 2     | Brentford FC            |
| Notts County           | 1 – 2     | Middlesbrough FC        |
| Petersborough United   | 1 – 0     | Wrexham AFC             |
| Plymouth Argyle        | 1 – 3     | Coventry City           |
| Reading FC             | 3 – 1     | Gillingham FC           |
| Stoke City             | 1 – 1     | Nottingham Forest       |
| Swindon Town           | 2 – 0     | Woking FC               |
| Tranmere Rovers        | 0 – 2     | Queens Park Rangers     |
| Walsall FC             | 1 – 0     | Wigan Athletic          |
| Watford FC             | 1 – 1     | Wimbledon FC            |
| West Ham United        | 2 – 0     | Southend United         |
| Chelsea FC             | 1 – 1     | Newcastle United        |
| Derby County           | 2 – 4     | Leeds United            |
| Everton FC             | 2 – 2     | Stockport County        |
| Southampton FC         | 3 – 0     | Portsmouth FC           |

#### Replay
| Squadra 1               | Risultato | Squadra 2         |
| ----------------------- | --------- | ----------------- |
| Blackburn Rovers        | 1 – 0 dts | Ipswich Town      |
| Oxford United           | 1 – 0     | Milwall FC        |
| Port Vale FC            | 4 – 3     | Crystal Palace    |
| Shrewsbury Town         | 2 – 1     | Fulham FC         |
| Sunderland AFC          | 1 – 2     | Manchester United |
| Manchester City         | 5 – 0     | Leicester City    |
| Newcastle United        | 4 – 6 dcr | Chelsea FC        |
| Nottingham Forest       | 2 – 0     | Stoke City        |
| Sheffield United        | 1 – 0     | Arsenal FC        |
| Stockport County        | 2 – 3     | Everton FC        |
| Tottenham Hotspur       | 5 – 1     | Hereford United   |
| Wimbledon FC            | 1 – 0     | Watford FC        |
| Wolverhampton Wanderers | 2 – 1     | Birmingham City   |
| Oldham Athletic         | 2 – 1     | Barnsley FC       |

## Quarto turno

### Tabella riassuntiva
| Squadra 1           | Risultato | Squadra 2              |
| ------------------- | --------- | ---------------------- |
| Everton FC          | 2 – 2     | Port Vale FC           |
| Reading FC          | 0 – 3     | Manchester United      |
| Tottenham Hotspur   | 1 – 1     | Wolverhampton Waderers |
| Sheffield United    | 0 – 1     | Aston Villa            |
| Queens Park Rangers | 1 – 2     | Chelsea FC             |
| Huddersfield Town   | 2 – 0     | Petersborough United   |
| Charlton Athletic   | 3 – 2     | Brentford FC           |
| Coventry City       | 2 – 2     | Manchester City        |
| Middlesbrough FC    | 0 – 0     | Wimbledon FC           |
| Nottingham Forest   | 1 – 1     | Oxford United          |
| Southampton FC      | 1 – 1     | Crewe Alexandra        |
| West Ham United     | 1 – 1     | Grimsby Town           |
| Swindon Town        | 1 – 0     | Oldham Athletic        |
| Ipswich Town        | 1 – 0     | Walsall FC             |
| Bolton Wanderers    | 0 – 1     | Leeds United           |
| Shrewsbury Town     | 0 – 4     | Liverpool FC           |

#### Replay
| Squadra 1               | Risultato | Squadra 2         |
| ----------------------- | --------- | ----------------- |
| Wolverhampton Wanderers | 0 – 2     | Tottenham Hotspur |
| Crewe Alexandra         | 2 – 3     | Southampton FC    |
| Oxford United           | 0 – 3     | Nottingham Forest |
| Wimbledon FC            | 1 – 0     | Middlesbrough FC  |
| Grimsby Town            | 3 – 0     | West Ham United   |
| Manchester City         | 2 – 1     | Coventry City     |
| Port Vale FC            | 2 – 1     | Everton FC        |

## Ottavi di finale

### Tabella riassuntiva
| Squadra 1         | Risultato | Squadra 2       |
| ----------------- | --------- | --------------- |
| Huddersfield Town | 2 – 2     | Wimbledon FC    |
| Ipswich Town      | 1 – 3     | Aston Villa     |
| Swindon Town      | 1 – 1     | Southampton     |
| Manchester Utd    | 2 – 1     | Manchester City |
| Grimsby Town      | 0 – 0     | Chelsea         |
| Leeds Utd         | 0 – 0     | Port Vale       |
| Nottingham Forest | 2 – 2     | Tottenham       |
| Liverpool         | 2 – 1     | Charlton        |

| Arbitro: | Alcock |

|                    |           |                |
| Rowe 7’ Cowman 47’ | Marcatori | 66’, 90’ Ekoku |

| Arbitro: | Lodge |

|           |           |                                 |
| Mason 83’ | Marcatori | 10’ Draper 19’ Yorke 53’ Taylor |

| Arbitro: | Hart |

|             |           |            |
| Horlock 32’ | Marcatori | 77’ Watson |

| Arbitro: | Wilkie |

|                               |           |            |
| Cantona 38’ (rig.) Sharpe 77’ | Marcatori | 11’ Rösler |

| Cleethorpes 21 febbraio 1996 Ottavi di finale | Grimsby Town | 0 – 0 referto | Chelsea | Blundell Park (9.448 spett.)\| Arbitro: \| Dunn \| |
| Arbitro:                                      | Dunn         |               |         |                                                    |

| Leeds 21 febbraio 1996 Ottavi di finale | Leeds Utd | 0 – 0 referto | Port Vale | Ellan Road (18.607 spett.)\| Arbitro: \| Durkin \| |
| Arbitro:                                | Durkin    |               |           |                                                    |

| Arbitro: | Willard |

|              |           |                   |
| Woan 4’, 72’ | Marcatori | 9’, 28’ Armstrong |

| Arbitro: | Winter |

|                          |           |           |
| Fowler 12’ Collymore 59’ | Marcatori | Grant 87’ |

#### Replay
| Squadra 1    | Risultato | Squadra 2         |
| ------------ | --------- | ----------------- |
| Port Vale    | 1 – 2     | Leeds Utd         |
| Chelsea      | 4 – 1     | Grimsby Town      |
| Southampton  | 2 – 0     | Swindon Town      |
| Wimbledon FC | 3 – 1     | Huddersfield Town |
| Tottenham    | 1 – 3 dtr | Nottingham Forest |

| Arbitro: | Durkin |

|            |           |                     |
| Naylor 37’ | Marcatori | 64’, 89’ McAllister |

| Arbitro: | Dunn |

|                                                |           |            |
| Duberry 21’ Hughes 54’ Peacock 57’ Spencer 59’ | Marcatori | 55’ Groves |

| Arbitro: | Hart |

|                           |           |  |
| Oakley 62’ Shipperley 77’ | Marcatori |  |

| Arbitro: | Alcock |

|                           |           |          |
| Ekoku 9’ Goodman 42’, 85’ | Marcatori | 8’ Booth |

| Arbitro: | Willard |

|                                 |                      |                         |
| Sheringham 32’                  | Marcatori            | 9’ Roy                  |
| Wilson Rosenthal Fox Sheringham | Tiri di rigore 1 – 3 | Pearce Roy Woan Chettle |

## Quarti di finale

### Tabella riassuntiva
| Squadra 1         | Risultato | Squadra 2    |
| ----------------- | --------- | ------------ |
| Chelsea           | 2 – 2     | Wimbledon FC |
| Leeds Utd         | 0 – 0     | Liverpool    |
| Manchester Utd    | 2 – 0     | Southampton  |
| Nottingham Forest | 0 – 1     | Aston Villa  |

| Arbitro: | Poll |

|                       |           |                          |
| Hughes 70’ Gullit 81’ | Marcatori | 54’ Earle 82’ Holdsworth |

| Leeds 10 marzo 1996 Quarti di finale | Leeds Utd | 0 – 0 referto | Liverpool | Ellan Road (24.632 spett.)\| Arbitro: \| Gallagher \| |
| Arbitro:                             | Gallagher |               |           |                                                       |

| Arbitro: | Dunn |

|                        |           |  |
| Cantona 49’ Sharpe 90’ | Marcatori |  |

| Arbitro: | Bodenham |

|  |           |          |
|  | Marcatori | 26’ Carr |

#### Replay
| Squadra 1    | Risultato | Squadra 2 |
| ------------ | --------- | --------- |
| Liverpool    | 3 – 0     | Leeds Utd |
| Wimbledon FC | 1 – 3     | Chelsea   |

| Arbitro: | Gallagher |

|                               |           |  |
| McManaman 57’, 73’ Fowler 81’ | Marcatori |  |

| Arbitro: | Poll |

|             |           |                                     |
| Goodman 39’ | Marcatori | 20’ Petrescu 79’ Duberry 84’ Hughes |

## Semifinali

### Tabella riassuntiva
| Squadra 1      | Risultato | Squadra 2   |
| -------------- | --------- | ----------- |
| Manchester Utd | 2 – 1     | Chelsea     |
| Liverpool      | 3 – 0     | Aston Villa |

| Arbitro: | Lodge |

|                      |           |            |
| Cole 55’ Beckham 59’ | Marcatori | 35’ Gullit |

| Arbitro: | Durkin |

|                             |           |  |
| Fowler 16’ (86) McAteer 90’ | Marcatori |  |

## Finale
| Arbitro: | Gallagher |

|             |           |  |
| Cantona 85’ | Marcatori |  |

| Liverpool | Manchester United |

## Tabellone (dal quarto turno)
|  | Quarto turno      | Quarto turno      | Quarto turno |  |  | Ottavi di finale            | Ottavi di finale            | Ottavi di finale |              |       | Quarti di finale  | Quarti di finale  | Quarti di finale |             |   | Semifinali | Semifinali | Semifinali |           |   | Finale | Finale | Finale |  |
|  |                   |                   |              |  |  |                             |                             |                  |              |       |                   |                   |                  |             |   |            |            |            |           |   |        |        |        |  |
|  | Reading           | Reading           | 0            |  |  |                             |                             |                  |              |       |                   |                   |                  |             |   |            |            |            |           |   |        |        |        |  |
|  | Manchester Utd    | Manchester Utd    | 3            |  |  | Manchester Utd              | Manchester Utd              | 2                |              |       |                   |                   |                  |             |   |            |            |            |           |   |        |        |        |  |
|  | Coventry City     | Coventry City     | 2 (1)        |  |  | Manchester City             | Manchester City             | 1                |              |       |                   |                   |                  |             |   |            |            |            |           |   |        |        |        |  |
|  | Manchester City   | Manchester City   | 2 (2)        |  |  |                             |                             |                  |              |       | Manchester Utd    | Manchester Utd    | 2                |             |   |            |            |            |           |   |        |        |        |  |
|  | Swindon Town      | Swindon Town      | 1            |  |  |                             |                             | Southampton      | Southampton  | 0     |                   |                   |                  |             |   |            |            |            |           |   |        |        |        |  |
|  | Oldham Athletic   | Oldham Athletic   | 0            |  |  | Swindon Town                | Swindon Town                | 1 (0)            |              |       |                   |                   |                  |             |   |            |            |            |           |   |        |        |        |  |
|  | Southampton       | Southampton       | 1 (3)        |  |  | Southampton                 | Southampton                 | 1 (2)            |              |       |                   |                   |                  |             |   |            |            |            |           |   |        |        |        |  |
|  | Crewe Alexandra   | Crewe Alexandra   | 1 (2)        |  |  |                             |                             |                  |              |       | Manchester Utd    | Manchester Utd    | 2                |             |   |            |            |            |           |   |        |        |        |  |
|  | West Ham Utd      | West Ham Utd      | 1 (0)        |  |  |                             |                             |                  |              |       |                   |                   | Chelsea          | Chelsea     | 1 |            |            |            |           |   |        |        |        |  |
|  | Grimsby Town      | Grimsby Town      | 1 (3)        |  |  | Grimsby Town                | Grimsby Town                | 0 (1)            |              |       |                   |                   |                  |             |   |            |            |            |           |   |        |        |        |  |
|  | QPR               | QPR               | 1            |  |  | Chelsea                     | Chelsea                     | 0 (4)            |              |       |                   |                   |                  |             |   |            |            |            |           |   |        |        |        |  |
|  | Chelsea           | Chelsea           | 2            |  |  |                             |                             |                  |              |       | Chelsea           | Chelsea           | 2 (3)            |             |   |            |            |            |           |   |        |        |        |  |
|  | Huddersfield Town | Huddersfield Town | 2            |  |  |                             |                             | Wimbledon FC     | Wimbledon FC | 2 (1) |                   |                   |                  |             |   |            |            |            |           |   |        |        |        |  |
|  | Peterborough Utd  | Peterborough Utd  | 0            |  |  | Huddersfield Town           | Huddersfield Town           | 2 (1)            |              |       |                   |                   |                  |             |   |            |            |            |           |   |        |        |        |  |
|  | Middlesbrough     | Middlesbrough     | 0 (0)        |  |  | Wimbledon FC                | Wimbledon FC                | 2 (3)            |              |       |                   |                   |                  |             |   |            |            |            |           |   |        |        |        |  |
|  | Wimbledon FC      | Wimbledon FC      | 0 (1)        |  |  |                             |                             |                  |              |       | Manchester Utd    | Manchester Utd    | 1                |             |   |            |            |            |           |   |        |        |        |  |
|  | Bolton            | Bolton            | 0            |  |  |                             |                             |                  |              |       |                   |                   |                  |             |   |            |            | Liverpool  | Liverpool | 0 |        |        |        |  |
|  | Leeds Utd         | Leeds Utd         | 1            |  |  | Leeds Utd                   | Leeds Utd                   | 0 (2)            |              |       |                   |                   |                  |             |   |            |            |            |           |   |        |        |        |  |
|  | Everton           | Everton           | 2 (1)        |  |  | Port Vale                   | Port Vale                   | 0 (1)            |              |       |                   |                   |                  |             |   |            |            |            |           |   |        |        |        |  |
|  | Port Vale         | Port Vale         | 2 (2)        |  |  |                             |                             |                  |              |       | Leeds Utd         | Leeds Utd         | 0 (0)            |             |   |            |            |            |           |   |        |        |        |  |
|  | Shrewsbury Town   | Shrewsbury Town   | 0            |  |  |                             |                             | Liverpool        | Liverpool    | 0 (3) |                   |                   |                  |             |   |            |            |            |           |   |        |        |        |  |
|  | Liverpool         | Liverpool         | 4            |  |  | Liverpool                   | Liverpool                   | 2                |              |       |                   |                   |                  |             |   |            |            |            |           |   |        |        |        |  |
|  | Charlton          | Charlton          | 3            |  |  | Charlton                    | Charlton                    | 1                |              |       |                   |                   |                  |             |   |            |            |            |           |   |        |        |        |  |
|  | Brentford         | Brentford         | 2            |  |  |                             |                             |                  |              |       | Liverpool         | Liverpool         | 3                |             |   |            |            |            |           |   |        |        |        |  |
|  | Nottingham Forest | Nottingham Forest | 1 (3)        |  |  |                             |                             |                  |              |       |                   |                   | Aston Villa      | Aston Villa | 0 |            |            |            |           |   |        |        |        |  |
|  | Oxford Utd        | Oxford Utd        | 1 (1)        |  |  | Nottingham Forest (3-1 dtr) | Nottingham Forest (3-1 dtr) | 2 (1)            |              |       |                   |                   |                  |             |   |            |            |            |           |   |        |        |        |  |
|  | Tottenham         | Tottenham         | 1 (2)        |  |  | Tottenham                   | Tottenham                   | 2 (1)            |              |       |                   |                   |                  |             |   |            |            |            |           |   |        |        |        |  |
|  | Wolverhampton     | Wolverhampton     | 1 (0)        |  |  |                             |                             |                  |              |       | Nottingham Forest | Nottingham Forest | 0                |             |   |            |            |            |           |   |        |        |        |  |
|  | Ipswich Town      | Ipswich Town      | 1            |  |  |                             |                             | Aston Villa      | Aston Villa  | 1     |                   |                   |                  |             |   |            |            |            |           |   |        |        |        |  |
|  | Walsall           | Walsall           | 0            |  |  | Ipswich Town                | Ipswich Town                | 1                |              |       |                   |                   |                  |             |   |            |            |            |           |   |        |        |        |  |
|  | Sheffield Utd     | Sheffield Utd     | 0            |  |  | Aston Villa                 | Aston Villa                 | 3                |              |       |                   |                   |                  |             |   |            |            |            |           |   |        |        |        |  |
|  | Aston Villa       | Aston Villa       | 1            |  |  |                             |                             |                  |              |       |                   |                   |                  |             |   |            |            |            |           |   |        |        |        |  |